# Hermann Gauch
Hermann Gauch, né le 6 mai 1899 à Einöllen, en Allemagne, et mort le 7 novembre 1978 à Kaiserslautern, en Bavière est un militaire allemand et théoricien racial nazi connu pour son dévouement à la théorie de la suprématie raciale nordique dans une mesure qui a embarrassé les dirigeants nazis eux-mêmes. Il a affirmé que les Italiens étaient « à moitié singes », l'Italie étant alors alliée au Troisième Reich. Brièvement adjudant de Heinrich Himmler, sa carrière a ensuite été stoppée par Himmler lui-même. Pendant la Seconde Guerre mondiale, il a servi dans la Wehrmacht, notamment lors de la campagne de Yougoslavie.
Après la guerre, il est resté dévoué au national-socialisme et à la négation de l'Holocauste, affirmant que le nombre de juifs morts dans l'Holocauste était exagéré et devenant un activiste dans le parti néo-nazi Deutsche Reichspartei Sa vie et ses idées ont été notées par son fils Sigfrid Gauch dans un mémoire qui était le premier exemple significatif du genre des « mémoires de père » écrites par les enfants d'anciens nazis.

## Biographie
Hermann Gauch naît à Einöllen. Son père était un fermier, mort du paludisme en Afrique quand Hermann avait 14 ans. De 1913 à 1917, il étudie à Kaiserlautern et à Augsbourg. En 1917, il rejoint l'armée allemande, participant à la fin de la Première Guerre mondiale. Il est grièvement blessé à la bataille de Soissonnais en 1918 et capturé par les troupes américaines. Il s'est évadé d'un camp de prisonniers français en 1919.
Dans les années d'après-guerre, Gauch suit des études de médecine et obtient son diplôme en 1924. En 1922, il rejoint le parti nazi et devient membre de l'unité S.A. de Rudolf Hess. En 1924, il participe à l'assassinat de Franz Josef Heinz, chef du gouvernement séparatiste du Palatinat. À cette époque, Gauch était le plus proche des cercles de la faction nordiciste et néopaïenne au sein du parti dirigé par Heinrich Himmler, Alfred Rosenberg et Richard Walter Darré.
Après la dissolution du parti nazi à la suite du putsch de la Brasserie, l'adhésion au parti de Gauch est devenue caduque. Il ne l'a pas renouvelée en 1925 lorsque le parti a été rétabli parce qu'à ce moment-là il était employé comme médecin dans la Handelsmarine (marine marchande) et plus tard dans la Kriegsmarine, ce qui empêchait l'adhésion au parti. Il rejoint le parti en 1934, devenant également membre de la SS. Il a été brièvement l'adjudant de Himmler pour les affaires culturelles et raciales, mais n'a pas eu de succès dans le poste. Il a démissionné de la SS en 1935 après que le mariage soit devenu obligatoire pour adhérer a l'organisation. Sa demande de réintégration en 1937 a été personnellement rejetée par Himmler.
Gauch s'est enrôlé lors du déclenchement de la Seconde Guerre mondiale, servant initialement dans la Luftwaffe, carrière interrompue après avoir été blessé à la colonne vertébrale dans un accident lors d'un vol d'entraînement. Il a affirmé par la suite qu'il avait suggéré à Himmler la politique de germanisation en Pologne, en absorbant des enfants polonais convenables sur le plan racial, qui présentaient des caractéristiques « nordiques ». Le 13 octobre 1939, il est le surveillant de l'officier de la RAF Harry Day, fait prisonnier sur le front. Ils sont restés en contact après la guerre.
Il participe la campagne de Yougoslavie et a été félicité pour ses actions capturant Zagreb avec quelques hommes. Il est ensuite devenu médecin au 23e Luftnachrichtenregiment. Renouvelant sa candidature auprès des SS en 1942, sa candidature fut soutenue par Oswald Pohl, mais elle fut de nouveau rejetée par Himmler. Il dirigea un hôpital à Lauterecken jusqu'au stade final de la guerre, lorsqu'il fut transféré sur le front occidental, gravement blessé au cours des dernières semaines du conflit.
Gauch a été innocenté de toute implication dans des crimes de guerre à la suite du processus de dénazification, mais ne pouvait pas travailler comme médecin d'État. Il a maintenu une fructueuse pratique privée à Kaiserlautern. Selon son fils, il a continué à croire en ses théories raciales après la guerre, se persuadant que les néo-nazis finiraient par prendre le pouvoir en Allemagne. Il a également fait valoir que le nombre officiel de morts juifs pendant la Shoah était très exagéré, voire impossible. Il était un membre actif de la Deutsche Reichspartei, et a agi en tant que son porte-parole régional sur la culture et l'éducation. En 1961, il a été nommé dans le procès Eichmann pour avoir fourni une justification idéologique de l'Holocauste en raison de son point de vue selon lequel les non-nordiques sont des « sous-humains ».

## Théories raciales
Gauch était un proche de Richard Walther Darré, dont il partage la vision de l'autosuffisance agricole de la paysannerie nordique. Il a écrit six livres de « recherche raciale » alors qu'il était membre de la SS, exprimant à la fois des idées antisémites et nordicistes, en les soulignant à un point considéré comme extrême même dans l'Allemagne nazie. En 1933, il écrit que « les oiseaux peuvent apprendre à mieux parler que les autres animaux [..] par le fait que leur bouche est de structure nordique ». Il a en outre affirmé que chez les humains, « la forme de la gencive nordique permet un mouvement supérieur de la langue, ce qui explique pourquoi les paroles et les chants nordiques sont plus riches ». En 1934, dans son livre le plus important, New Foundations for Racial Research, Gauch écrit : 
« Nous pouvons avancer l'affirmation qu'à la base de toute science raciale, il n'y a pas de concept d '« être humain » par opposition aux animaux séparés par un trait physique ou mental ; la seule différenciation existante se situe entre l'homme nordique, d'une part, et les animaux dans leur ensemble, y compris tous les êtres humains non nordiques, ou sous-hommes, qui sont des formes transitoires de développement. Il n'est pas non plus prouvé que l'homme non nordique ne peut pas être accouplé avec des singes. ».
Cependant, Gauch a rapidement embarrassé les dirigeants lorsqu'il a publié Out of the Flower Garden of Racial Research (1933), dans lequel il est allé plus loin, qualifiant les Italiens de « demi-singes ». En conséquence, le travail a été interdit en Allemagne nazie car l'Italie était un partenaire du Reich.
Il croyait en outre que le mélange racial conduisait à la maladie, affirmant que « le cancer héréditaire est le conflit des races au sein du corps humain ».

## Anti-christianisme
Gauch a préconisé la déchristianisation de la culture allemande. Il proposa à Darré de réformer le calendrier, de se débarrasser des fêtes chrétiennes et de les remplacer par des fêtes païennes germaniques. La proposition a conduit à une protestation du futur pape Pie XII. Gauch a également proposé que le roi franc Charlemagne, connu sous le nom de Karl le Grand (Karl der Grosse) en allemand, soit officiellement rebaptisé Karl le boucher, en raison de ses guerres contre les Saxons païens au nom du christianisme. Il a joué un rôle déterminant dans la création d'un mémorial aux païens assassinés par Charlemagne lors du massacre de Verden, érigé à Verden an der Aller en 1935.